# Malmö högre läroverk för flickor

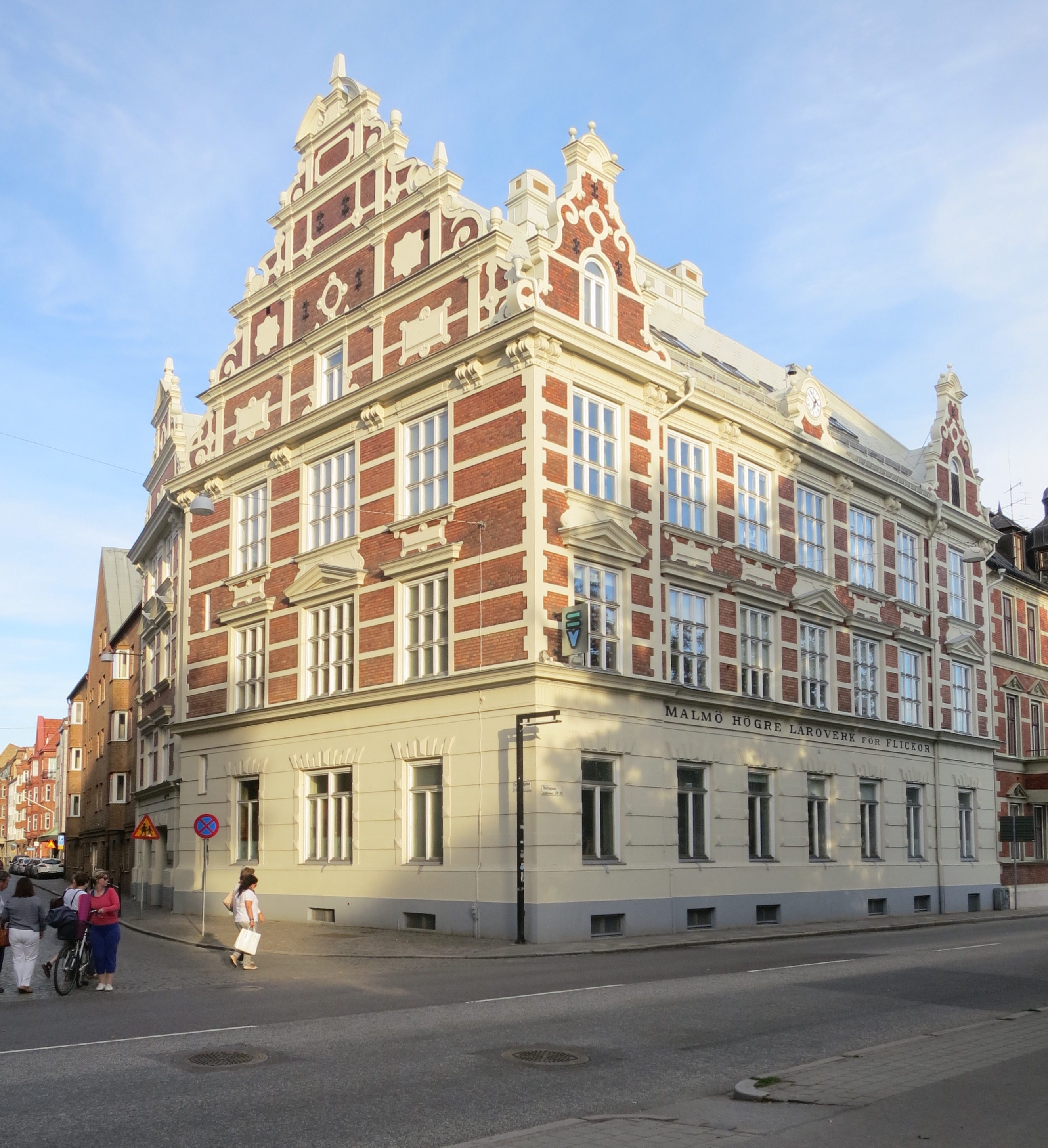
Malmö högre läroverk för flickor

Malmö högre läroverk för flickor var en flickskola i Malmö, verksam mellan 1875 och 1967. Det var initialt ett läroverk med statsbidrag, men blev 1931 en kommunal skola. Skolan hette Maria Stenkulas skola 1874-1883, Fröken Maria Stenkulas högre elementarskola för flickor 1883-1884, och Malmö högre läroverk för flickor 1884-1940. Den uppgick 1940 i Malmö kommunala flickskola. 

## Historik
Skolan grundades med namnet Maria Stenkulas skola av Maria Stenkula och Elin Lunnerquist 1874. 1866 års flickskolekommission menade att flickskolorna borde ha som mål att bilda kvinnorna inför ett yrkesliv och inte ligga samhället till last, och vid samma tid började också en del yrken öppnas för kvinnor. 
Skolan har ibland kallats Malmös första flickskola, men den första flickskolan i Malmö var i själva verket Caroline Kléens skola (1850–1870), och ytterligare tre skolor, Clara Regnells skola (1875–1896), Tekla Åbergs högre läroverk för flickor (1857–1940) och Anna och Eva Bundts skola för flickor (1887–1940) var verksamma som konkurrenter under Stenkulas verksamhetstid. 
Maria Stenkulas skola hade dock stort anseende på sin tid för sin disciplin och höga nivå. 
År 1883 omvandlades skolan till ett bolag med Stenkula som föreståndare. Den hade då en treårig förberedande skola och en åttaårig elementarskola med ett elevantal på 200–300. Stenkula själv undervisade i tyska och kyrkohistoria. Tyngdpunkten låg på humanistiska ämnen som modersmål, franska, tyska och engelska språken. Hon införde imitativ metod vid språkundervisningen och i sångundervisningen utveckling av rösten, huslig ekonomi, daglig gymnastik och fria lekar, hälsolära, inrättande av skolbibliotek och skolresor. 
Maria Stenkulas Malmö högre läroverk för flickor förenades år 1940 med stadens övriga flickskolor: Tekla Åbergs högre läroverk för flickor från 1857, och Anna och Eva Bundts skola för flickor från 1887, till Malmö kommunala flickskola.